# Chromopleustes oculatus
Chromopleustes oculatus är en kräftdjursart som först beskrevs av Edward Morell Holmes 1908.  Chromopleustes oculatus ingår i släktet Chromopleustes och familjen Pleustidae. Inga underarter finns listade i Catalogue of Life.